# Corymorpha forbesii
Corymorpha forbesii is een hydroïdpoliep uit de familie Corymorphidae. De poliep komt uit het geslacht Corymorpha. Corymorpha forbesii werd in 1894 voor het eerst wetenschappelijk beschreven door Mayer. 